# ザトペック (小惑星)
ザトペック (5910 Zatopek) は小惑星帯の小惑星である。チェコスロバキア（当時）のクレチ天文台 (Hvězdárna Kleť) でアントニーン・ムルコスが発見した。
ロンドン（1948年）・ヘルシンキ（1952年）のオリンピックで金メダルを獲得したチェコスロバキアの陸上選手、エミール・ザトペック (Emil Zátopek) から命名された。